# マッドマン・ポンド
マッドマン・ポンド（Madman Pondo、1969年6月24日 - ）は、アメリカ合衆国のプロレスラー。本名：ケビン・キャナディー (Kevin Canady)。

## 来歴
2001年、ザンディグ率いるCZW軍団のメンバーとして大日本プロレスに登場。CZW軍団撤退後も彼だけは大日本プロレスに居残り続け、ハードコアマッチやデスマッチで活躍。2004年からIWAイーストコーストを主宰。大日本の選手がアメリカに遠征した時には、窓口となる。
2003年にあっては、自身3度目の参戦となったIWAミッドサウスのキング・オブ・ザ・デスマッチで、ネイト・ウェッブ〜アクセル・ロッテン〜ニック・ゲージと勝ち進んだのちに、決勝戦でJCベイリーを下し、遂にこの大会の王座へ。
元祖バカ外人と呼ばれ、その2003年には2・タフ・トニーとバカガイジンズを結成。看板、ハサミ、折り畳みナイフなどの凶器攻撃を絡めた自虐的なファイトで人気を
博した。ごくたまに、「ウルサイ!」「バッカガイジーン!」「（急所へのタッカー攻撃の時に）コノ、バカチンガー!」など、流暢な日本語でアピールすることもある。
ただ技を食らう時の受身はあまり上手くない。
2014年には大日本プロレスへ7年ぶりに参戦。日本人女性と結婚している。

## 得意技
ローリング・セントーン
普通の1回転とは違い、ポンドの場合は形を崩している。相手の顔の上に看板やイスなどの凶器を置いてやることが多い。
看板攻撃
「STOP」と書かれた道路標識を使って攻撃。

## 入場曲
- FBI FILE（CORPORATE AVENGER） ※「自由への闘争」に収録

## タイトル歴
- UNBELIEVABLE TAG TOURNAMENT優勝
- BJW認定デスマッチヘビー級王座